# Leucospis klugii
Leucospis klugii is een vliesvleugelig insect uit de familie Leucospidae. De wetenschappelijke naam is voor het eerst geldig gepubliceerd in 1839 door Westwood.